# Joseph R. Underwood

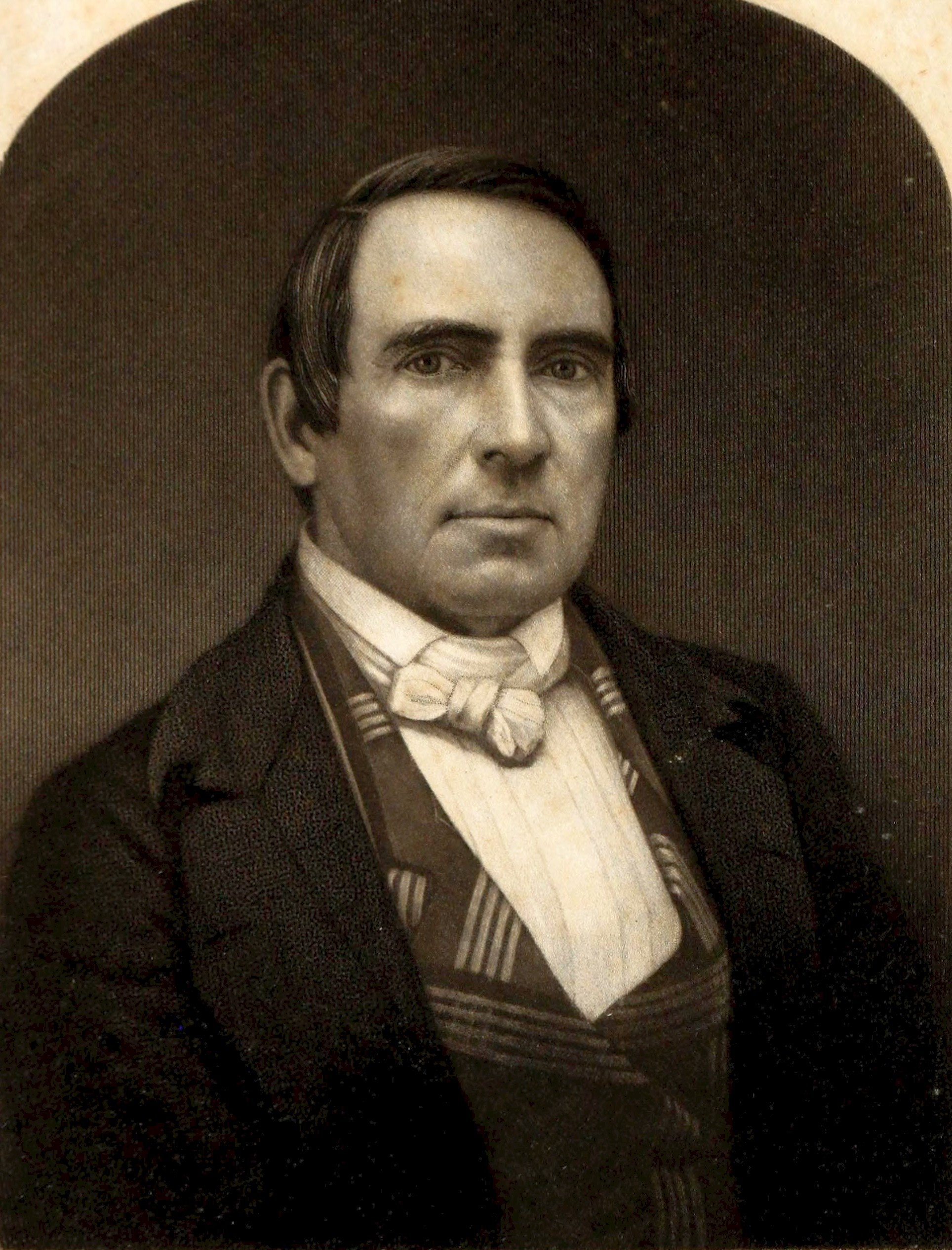
Joseph R. Underwood

Joseph Rogers Underwood, född 24 oktober 1791 i Goochland County, Virginia, död 23 augusti 1876 i Bowling Green, Kentucky, var en amerikansk jurist och politiker (whig). Han representerade delstaten Kentucky i båda kamrarna av USA:s kongress, först i representanthuset 1835–1843 och sedan i senaten 1847–1853.
Underwood studerade juridik och deltog som löjtnant i 1812 års krig. Han arbetade sedan som advokat i Glasgow, Kentucky. Han flyttade 1823 till Bowling Green. Han tjänstgjorde som domare i en appellationsdomstol 1828–1835.
Underwood blev invald i representanthuset i kongressvalet 1834. Han omvaldes tre gånger och bestämde sig sedan för att inte ställa upp till omval i kongressvalet 1842. Han efterträdde 1847 James Turner Morehead som senator för Kentucky. Han efterträddes 1853 som senator av John Burton Thompson.
Underwood avled 1876 och gravsattes på Fairview Cemetery i Bowling Green. Sonsonen Oscar Underwood representerade delstaten Alabama i båda kamrarna av USA:s kongress.